# Frederikshavn Blackhawks
Frederikshavn Blackhawks er en dansk floorballklub stiftet i 2012 med hjemmebane på Arena Nord. Klubben har hold i den bedste danske liga både på herresiden og damesiden.
Blackhawks er en sammenslutning af de to tidligere klubber i Frederikshavn, FC Outlaws og Frederikshavn Bulldogs.